# رود یازوا
رود یازوا (انگلیسی: Yazva) یک رودخانه در سرزمین پرم کشور روسیه است.